# Изчервяване
Изчервяването е неволно зачервяване на лицето на човек поради психически причини като емоционален стрес, притеснение, гняв или романтична стимулация. При някои хора ушите, шията и горната част на гръдния кош може също да се зачервят.
Тежко зачервяване е често срещано при хора, които изпитват екстремна и постоянна тревожност в социални и работни ситуации, и може да ги затрудни да се чувстват удобно в такива среди. Психологическото лечение и медикаментите могат да подпомогнат за контролиране на зачервяването.
Страхът от изчервяване се нарича еритрофобия (на старогръцки: ερυθρός – червен; φοβία – страх; буквално „страх от зачервяване“).